# Liste des chaînes de télévision au Luxembourg
Pour les autres articles nationaux ou selon les autres juridictions, voir Liste de chaînes de télévision par pays.
Cet article présente la liste des chaînes de télévision au Luxembourg classée par langue.

## Chaînes de télévision luxembourgophones

### RTL Group
- RTL Télé Lëtzebuerg
- RTL Zwee

### Autres
- Chamber TV
- .dok (de)
- Nordliicht TV
- Uelzechtkanal (de)

## Chaînes de télévision francophones
- RTL9 : chaîne de télévision familiale destinée au Luxembourg et à la France
- RTL TVI : chaîne de télévision généraliste pour la Belgique francophone
- RTL Club : chaîne de télévision généraliste pour la Belgique francophone et le Luxembourg
- RTL Plug : chaîne de télévision généraliste pour la Belgique francophone

- Chamber TV : chaîne de télévision de la Chambre des députés
- Luxe.TV : chaîne de télévision thématique consacrée au luxe
- La Une : chaine généraliste de la RTBF
- Tipik : chaine généraliste de la RTBF
- La Trois : chaine généraliste de la RTBF
- TV Lux : chaine régionale de la province de Luxembourg

## Chaînes de télévision néerlandophones

### RTL Group
- RTL 4
- RTL 5
- RTL 7
- RTL 8
- RTL Z
- RTL Lounge
- RTL Crime

## Chaînes de télévision germanophones

### RTL Group
- RTL Television
- RTL ZWEI
- RTL Crime
- RTL Living
- Nitro
- Passion
- VOX
- Super RTL
- n-tv

## Anciennes chaînes
- RTL Plus
- Télé Luxembourg
- RTL Télévision
- RTL TV
- RTL Shopping
- T.TV

## Chaînes payantes

### Anglophones
- Cartoon Network
- Boomerang
- TCM Cinema
- Bloomberg TV
- Clubbing TV
- BBC Entertainment
- Fashion TV
- Music TV
- E! Entertainment
- Filmbox Art house
- Nick Jr.
- Eurosport 1
- My Zen TV
- Eurochannel

### Francophones
- AB Moteurs
- Action
- Chasse & Pêche
- Lucky Jack.tv
- AB1
- TCM Cinéma
- Dorcel TV
- XXL
- Clubbing TV
- Canal J
- Cartoon Network
- Boomerang
- Gulli
- Mangas
- TiJi
- Elle Girl
- Eurosport 1
- Eurosport 2
- Animaux
- Science & Vie TV
- TREK
- Toute l'Histoire
- E! Entertainment
- Fashion TV
- RFM TV
- MCM Top
- Trace Urban
- Mezzo
- Melody
- Be 1
- Be 1 +1h
- Be Séries
- Be Ciné
- VOOsport World 1
- VOOsport World 2
- VOOsport World 3
- Eleven Sports 1
- Eleven Sports 2
- RMC Sport 1
- RMC Sport 2
- RMC SPORT 1 UHD

### Germanophones
- Fuel TV
- auto motor und sport
- Trace Sports
- Motors TV
- sport digital
- Dorcel TV
- Penthouse HD
- Blue Hustler
- Mezzo
- Clubbing TV
- AXN
- Fix & Foxi
- Fox
- Heimatkanal
- Gute Laune TV
- History
- Syfy
- Marco Polo
- Nick Jr.
- Nick
- Romance TV
- Silverline
- Bon Gusto
- E! Entertainment
- TNT Film
- Fashion TV
- MTV Germany
- VIVA/Comedy Central
- Music TV
- 13th Street
- A&E
- Animal Planet
- Discovery Channel
- Boomerang
- Cartoon Network
- Sony Entertainment Television
- Spiegel TV Wissen
- National Geographic
- Eurosport 2
- Sky Sport UHD
- Sky Sport 1
- Sky Sport 2
- Sky Sport 3
- Sky Sport 4
- Sky Sport 5
- Sky Sport 6
- Sky Sport 7
- Sky Sport 8
- Sky Sport 9
- Sky Sport 10
- Eurosport 360 1
- Eurosport 360 2
- Eurosport 360 3
- Eurosport 360 4
- Eurosport 360 5
- Eurosport 360 6
- Eurosport 360 7
- Eurosport 360 8
- Eurosport 360 9
- Sky Sport Bundesliga 1
- Sky Sport Bundesliga 2
- Sky Sport Bundesliga 3
- Sky Sport Bundesliga 4
- Sky Sport Bundesliga 5
- Sky Sport Bundesliga 6
- Sky Sport Bundesliga 7
- Sky Sport Bundesliga 8
- Sky Sport Bundesliga 9
- Sky Sport Bundesliga 10
- Sky Cinema
- Sky Cinema +1
- Sky Cinema +24
- Sky Cinema Hits
- Sky Cinema Action
- Sky Cinema Family
- Disney Cinemagic
- Sky 1
- Sky 1 +1
- Sky Atlantic
- Sky Krimi
- Sky Arts
- Disney XD
- Disney Junior
- Junior
- NatGeo Wild
- Spiegel Geschichte
- Jukebox
- CLASSICA
- TNT Serie
- TNT Comedy
- Beate Uhse TV
- Universal Channel

### Lusophones
- SIC Internacional
- Clubbing TV
- TVI Ficção
- Canal Q
- Eurosport 1
- Eurosport News
- Benfica TV